# Mátravidéki Erőmű
A Mátravidéki Erőmű (névváltozat: Mátravidéki Hőerőmű) az 1950-es évek Magyarországának egyik legnagyobb és legkorszerűbb széntüzelésű hőerőműve volt Lőrinciben. Működése a fenti név alatt 1995-ben megszűnt.

## Építése
A Budapesti Általános Villamossági Részvénytársaság és a Magyar Villamossági Részvénytársaság egyesülésével megalakult Budapest Székesfőváros Elektromos Művei Rt. – a növekvő villamosenergia-igények miatt – 1940-ben új erőmű építésébe kezdett. A beruházás helyszínének a Heves vármegyei Lőrinci község déli részét választották ki. Az erőmű mellé korszerű lakótelep és a Zagyva folyó által táplált hűtőtórendszer is épült. Az erőmű a Mátra délnyugati lejtőin megnyitott Petőfibánya lignitjére települt. A beszállítás drótkötélpályás csillékkel történt.
A főberendezésekkel felszerelt erőmű a második világháború végén szovjet katonai fennhatóság alá került. Gépeit leszerelték és háborús jóvátételként 1945-ben és 1946-ban a Szovjetunióba szállították.
A Gazdasági Főtanács már 1947. január 3-án határozatot hozott az erőmű újjáépítéséről. 1949. július 1-jén megalakult a Mátravidéki Erőmű Vállalat.
A nehéz gazdasági körülmények között folytatott beruházás, majd az erőmű üzembe helyezése „számos meglepetéssel szolgált”. Mindazonáltal a hazai gépgyártásra és a hazai szénre alapozott fejlesztés sikerrel járt: a villamosenergia-szolgáltatás 1949. július 25-én megindult. 1954-re a kezdeti üzemzavarokat kiküszöbölve a 128 MW-os beépített kapacitásával (a Kelenföldi Erőmű mellett) Magyarország akkori legnagyobb erőműveként működött a Mátravidéki Erőmű.

## Műszaki jellemzők
Szénportüzelésű, gyűjtősínes kondenzációs alaperőmű (1949–1983), 8 darab 110 t/h kapacitású gőzkazánnal és 4 darab 32 MW teljesítményű gőzturbinával.

### Kazánok
- 1. sz. kazán: üzembe helyezés: 1949, selejtezés: 1974, lebontás: 1981
- 2. sz. kazán: üzembe helyezés: 1949, átalakítás olajtüzelésre: 1972, átalakítás (hőszolgáltatásra): 1978
- 3. sz. kazán: üzembe helyezés: 1950, selejtezés: 1987
- 4. sz. kazán: üzembe helyezés: 1951, átalakítás olajtüzelésre: 1973, átalakítás (hőszolgáltatásra): 1974
- 5. sz. kazán: üzembe helyezés: 1951, selejtezés: 1987, lebontás: 1989
- 6. sz. kazán: üzembe helyezés: 1952, átalakítás olajtüzelésre: 1977, selejtezés: 1983, lebontás: 1989
- 7. sz. kazán: üzembe helyezés: 1953, selejtezés: 1987, lebontás: 1989
- 8. sz. kazán: üzembe helyezés: 1953, átalakítás olajtüzelésre: 1975, selejtezés: 1983, lebontás: 1987

### Turbinák
- I. sz. 32 MW-os gőzturbina üzembe helyezés: 1949, selejtezés: 1982, lebontás: 1982
- II. sz. 32 MW-os gőzturbina üzembe helyezés: 1950, csere (meghibásodás miatt): 1972, átszállítás a Borsodi Hőerőműbe: 1984
- III. sz. 32 MW-os gőzturbina üzembe helyezés: 1951, selejtezés: 1985, lebontás: 1986
- IV. sz. 32 MW-os gőzturbina üzembe helyezés: 1953, selejtezés: 1985, lebontás: 1986

## Az üzemeltetés befejeződése
1973-ban megszűnt a lignitbeszállítás, ezt megelőzően néhány kazánt tisztán olajtüzelésre állították át.
A hazai erőműpark korszerűsödésével, a környező, jövedelmezően kitermelhető szénvagyon kimerülésével a Mátravidéki Erőmű üzemeltetése gazdaságtalanná vált. 1984. január 1-jétől megszűnt a villamosenergia-termelés. Két kazánt a helyi hőigények kielégítésére hőszolgáltató kazánná alakítottak át, majd ezeket három kisebb (10 t/h gőzkapacitású), de jobb hatásfokú kazánnal váltották ki. A Mátravidéki Erőmű egy ideig még a visontai Mátrai Erőmű Rt. (korábban: Gagarin Hőerőmű Vállalat), illetve az Erőműkarbantartó Vállalat (ERŐKAR) telephelye volt, majd a cég 1995-ben megszűnt.

## Utóélet
A telephelyet 1995-ben a Magyar Villamos Művek (MVM) vásárolta meg a Mátrai Hőerőmű Rt.-től. A meglévő infrastruktúra hasznosításával 1997-től egy 170 MW névleges teljesítményű gázturbinás erőmű beruházását kezdte meg az MVM. A beruházás befejezése (2000 májusa) és a gázturbina üzemeltetése az 1999-ben alapított GTER Gázturbinás Erőműveket Üzemeltető és Karbantartó Kft. (később: MVM GTER Gázturbinás Erőmű Zrt.) feladata.
Az erőmű 58 hektáros hűtőtava kedvelt horgászvíz (jellemző halak: ponty, amur, süllő, csuka), tóparti horgásztanyákkal.

## Képek

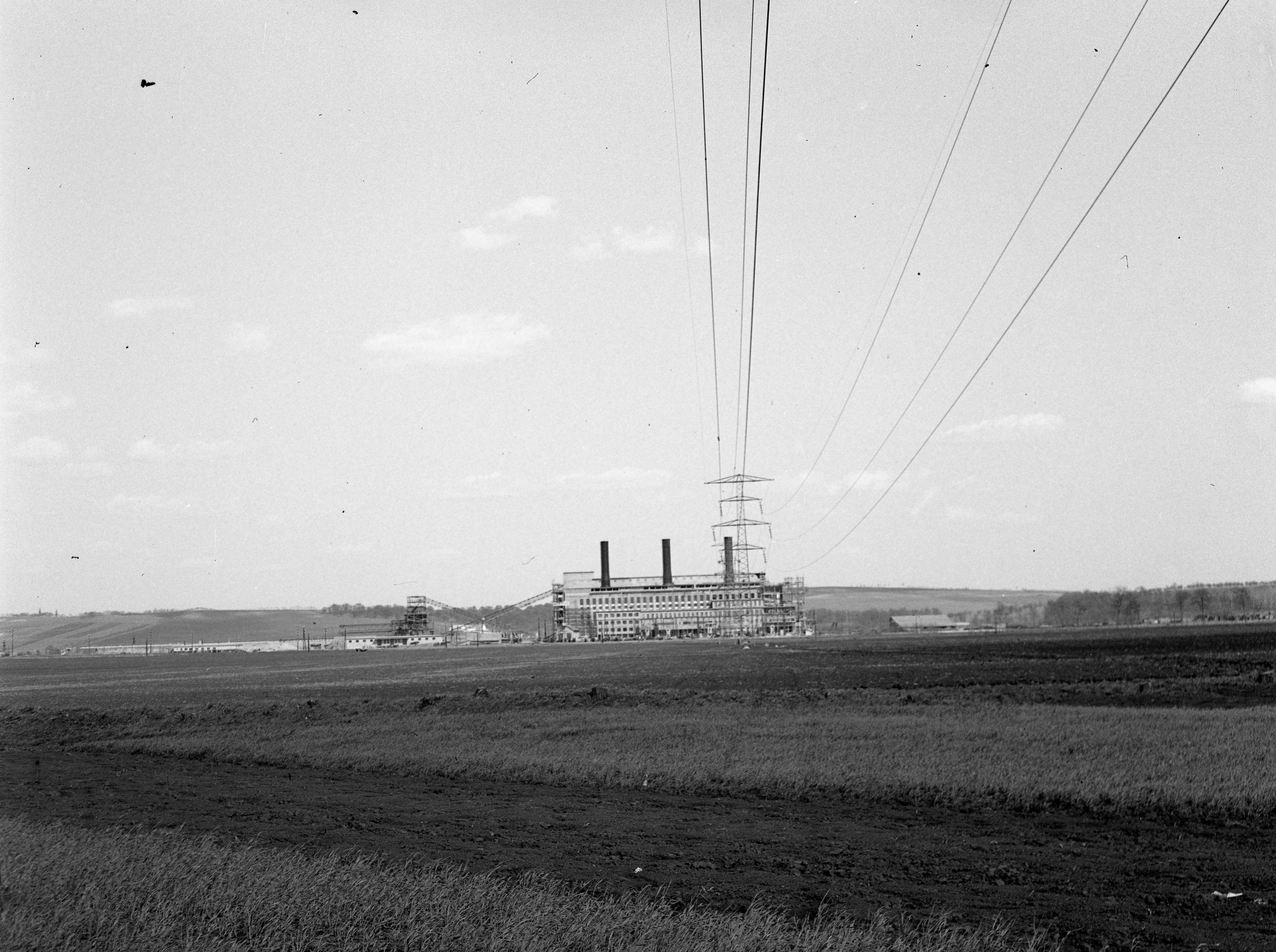
Az erőmű még befejezése előtt, 1944-ben
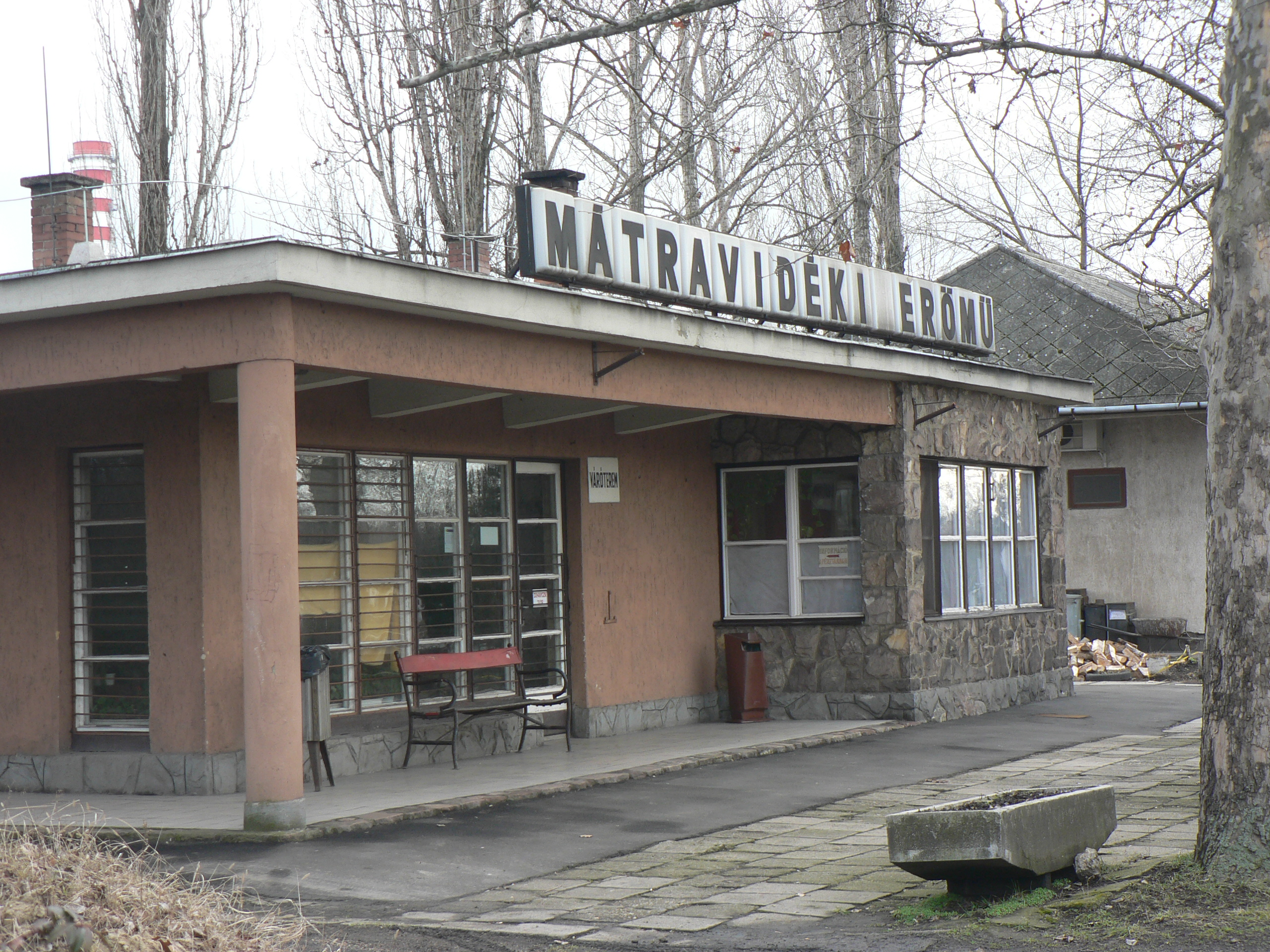
Mátravidéki Erőmű vasútállomás
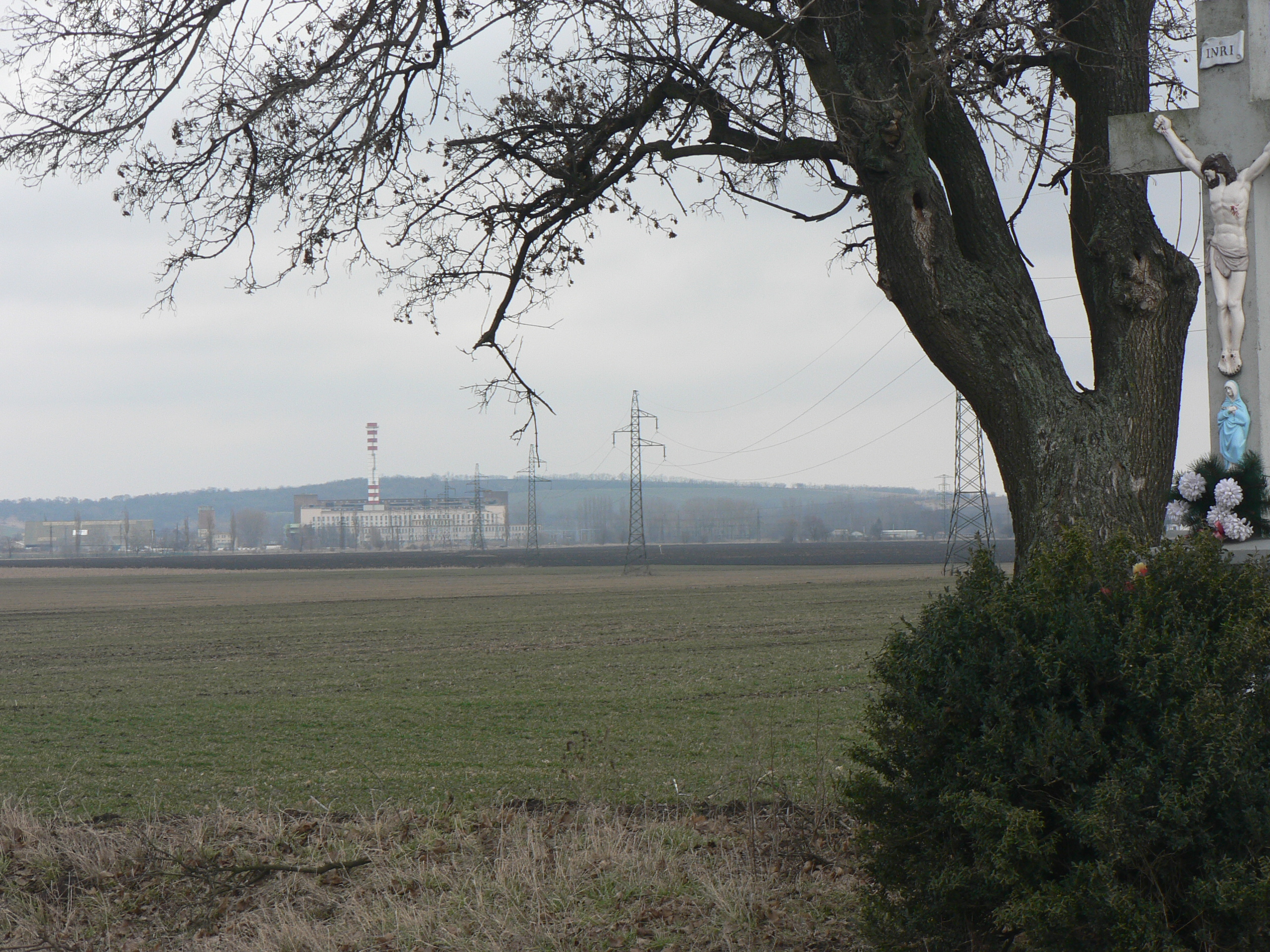
A Mátravidéki Erőmű Heréd felől
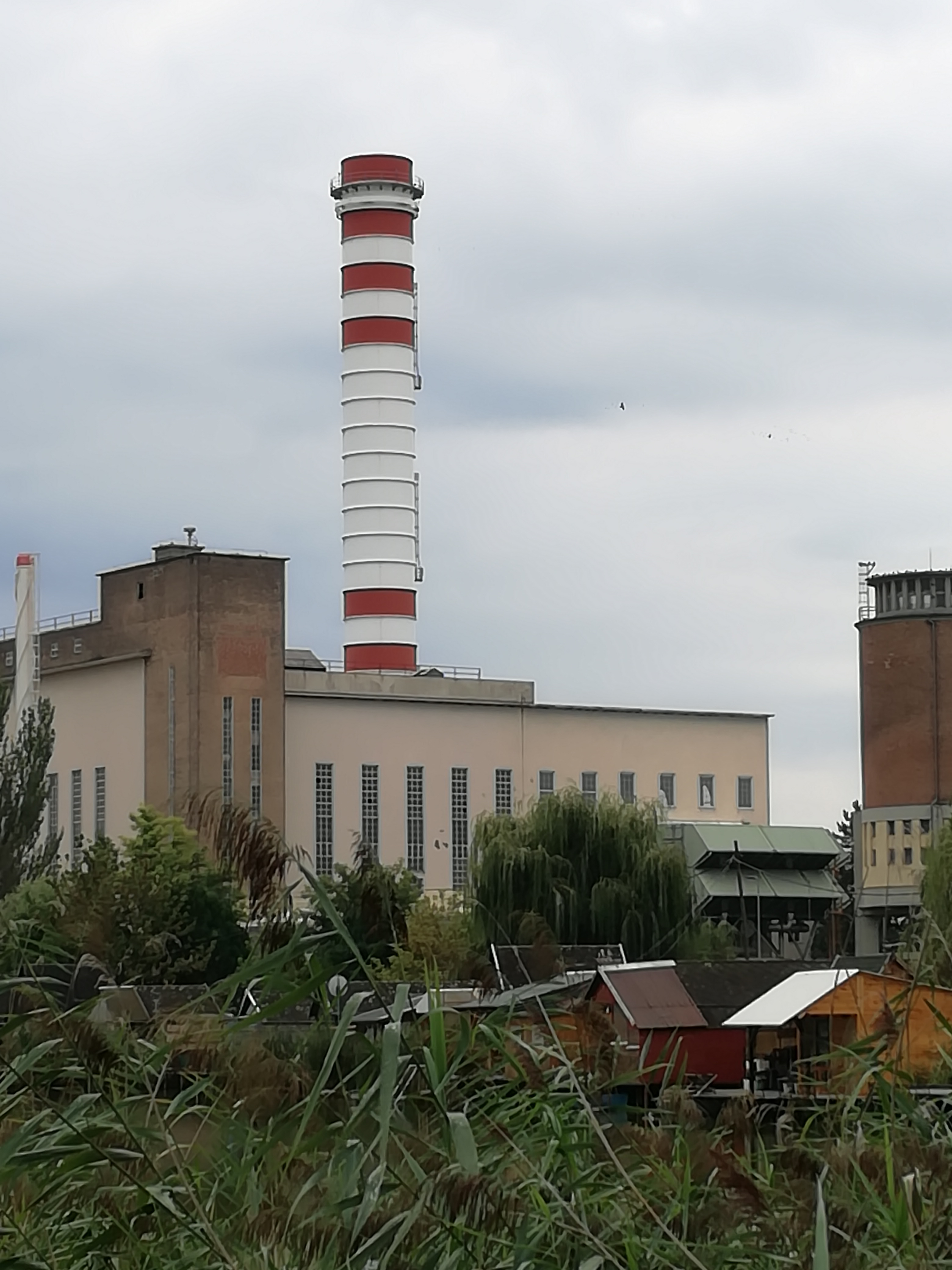
Az új gázkéménnyel